# Sœurs de la Sainte Famille d'Urgell
Les sœurs de la Sainte Famille d'Urgell  (en latin : Institutum a Sacra Familia) sont une congrégation religieuse féminine enseignante et hospitalière de droit pontifical. 

## Historique
En 1858, Mgr Josep Caixal i Estradé (ca), évêque de Urgell fait appel à Anne Marie Janer i Anglarill (1800 - 1885) des sœurs de la Charité de Cervera, pour   travailler à l'hôpital de La Seu d'Urgell.
Anne Marie arrive en 1859 et fonde une communauté de religieuse avec les constitutions des sœurs de Cervera, d'inspiration vincentienne, la congrégation est reconnue de droit diocésain le 24 avril 1860 par Mgr Caixal i Estrad. L'institut de Cervera se joint à celui d'Urgell et reconnaît mère Janer comme supérieure, la congrégation se développe rapidement et fonde de nombreuses maisons, en 1874, elles adoptent le nom de sœurs de la Sainte Famille. 
Bientôt la congrégation essaime à l'étranger, l'Argentine en 1911 et la Belgique en 1932. La guerre d'Espagne cause de graves difficultés aux sœurs qui voient leurs communautés dispersées.
L'institut obtient le décret de louange le 3 juillet 1899 et l'approbation finale du Saint-Siège le 10 avril 1906, ses constitutions sont définitivement approuvées le 2 février 1908.

## Activités et diffusion
Les sœurs de la Sainte Famille se dédient à l'enseignement et aux soins pour des personnes âgées et des malades.
Elles sont présentes en : 
- Europe : Andorre, Espagne, Italie.
- Amérique : Argentine, Chili, Colombie, Mexique, Paraguay, Pérou, Uruguay.
- Afrique : Guinée équatoriale.

La maison généralice est à Rubí. 
En 2017, la congrégation comptait 257 sœurs dans 41 maisons.